# العلاقات الغينية القطرية
العلاقات الغينية القطرية هي العلاقات الثنائية التي تجمع بين غينيا وقطر.

## مقارنة بين البلدين
هذه مقارنة عامة ومرجعية للدولتين:
| وجه المقارنة                                              | غينيا       | قطر           |
| --------------------------------------------------------- | ----------- | ------------- |
| المساحة (كم2)                                             | 245.86 ألف  | 11.44 ألف     |
| عدد السكان (نسمة)                                         | 12.72 مليون | 2.64 مليون    |
| الكثافة السكانية (ن./كم²)                                 | 51.74       | 230.77        |
| العاصمة                                                   | كوناكري     | الدوحة        |
| اللغة الرسمية                                             | لغة فرنسية  | اللغة العربية |
| العملة                                                    | فرنك غيني   | ريال قطري     |
| الناتج المحلي الإجمالي (بليون دولار)                      | 10.50 مليار | 167.61 مليار  |
| الناتج المحلي الإجمالي (تعادل القوة الشرائية) بليون دولار | 15.24 مليار | 316.40 مليار  |
| الناتج المحلي الإجمالي الاسمي للفرد دولار أمريكي          | 531         | 73.65 ألف     |
| الناتج المحلي الإجمالي للفرد دولار أمريكي                 | 1.22 ألف    | 141.54 ألف    |
| مؤشر التنمية البشرية                                      | 0.411       | 0.850         |
| رمز المكالمات الدولي                                      | +224        | +974          |
| رمز الإنترنت                                              | .gn         | .qa           |
| المنطقة الزمنية                                           | 00          | ت ع م+03:00   |

## منظمات دولية مشتركة
يشترك البلدان في عضوية مجموعة من المنظمات الدولية، منها:
| علم المنظمة | اسم المنظمة                               | تاريخ انضمام غينيا | تاريخ انضمام قطر |
| ----------- | ----------------------------------------- | ------------------ | ---------------- |
|             | يونسكو                                    | 2 فبراير 1960      | 27 يناير 1972    |
|             | وكالة ضمان الاستثمار متعدد الأطراف        | 5 أكتوبر 1995      | 22 أكتوبر 1996   |
|             | الأمم المتحدة                             | 12 ديسمبر 1958     | 21 سبتمبر 1971   |
|             | الاتحاد البريدي العالمي                   | ?                  | ?                |
|             | البنك الدولي للإنشاء والتعمير             | 28 سبتمبر 1963     | 25 سبتمبر 1972   |
|             | منظمة التعاون الإسلامي                    | ?                  | ?                |
|             | منظمة حظر الأسلحة الكيميائية              | ?                  | ?                |
|             | مؤسسة التمويل الدولية                     | 22 أكتوبر 1982     | 11 أكتوبر 2008   |
|             | المركز الدولي لتسوية المنازعات الاستشارية | 4 ديسمبر 1968      | 20 يناير 2011    |
|             | منظمة التجارة العالمية                    | 25 أكتوبر 1995     | ?                |
|             | منظمة الشرطة الجنائية الدولية             | ?                  | ?                |

## أعلام
هذه قائمة لبعض الشخصيات التي تربطها علاقات بالبلدين:
- دانيل جوما (لاعب كرة قدم غيني، 10 أبريل 1990 – )
- عمر باري (لاعب كرة قدم غيني، 18 يوليو 1986 – )

## وصلات خارجية
- موقع وزارة الخارجية القطرية